# Из сна у сан: дневник Ленке Дунђерски
Из сна у сан : дневник Ленке Дунђерски је роман ауторке Славице Гароња, објављен 2020. године у издању Прометеја из Новог Сада.

## О аутору
Славица Гароња Радованац (Београд, 1957), професор универзитета и књижевница. Године 1980. је дипломирала југословенску књижевност и српскохрватски језик на Филолошком факултету Универзитета у Београду, магистрирала 1987. и докторирала 2004. у области народне књижевности. Објављује поезију, књижевне критике, студије, есеје, прозу. У свом књижевном стваралаштву обрађује теме које се ослањају на етнос и усуд жене односно женски принци.

## О књизи
Из сна у сан: дневник Ленке Дунђерски ауторка је први пут објавила у Летопису Матице српске 2011. године, а затим га је пренела у своју запажену збирку приповедака Изидина копча (СКЗ, 2013) где је била у најужем избору за Андрићеву награду.
Књижевност често преузима улогу да доприча оно што је иначе остало неиспричано, што није поткрепљено чињеницама. Такав случај је и прича о односу Ленке Дуђерски и Лазе Костића; Ленкиној никад разјашњеној, изненадној и загонетној смрти; великој љубави, драматичним околностима у којима је остала неостварена; али и казни којом је она овенчала песника, што је резултитрало и настанком најљубавније песме српске књижевности. Тако се и ауторка књиге Из сна у сан: дневник Ленке Дунђерски послужила  директним исказом „саме Ленке“ - износећи пред читаоца Ленкин дневник.
Међутим, историја није забележила постојање и откриће документа који би могао одговарати нечему што би могли назвати Ленкиним Дневником. Није забележен ни наговештај да је Дневник уопште постојао, да га је Ленка писала. Ипак, постоји предпоставка да постоје два дневника, и Лазин и Ленкин. У то доба писање дневника је била уобичајена литерарна и интимна пракса девојака. Када је Лаза Костић у питању, постојало је веровање да је тајни Дневник написао на француском језику који је цензурисан од стране његовог и породице Дунђерски, лекара Драгољуба Симоновића.
Књига је богато илустрована фотографијама Ленке Дунђерски и Лазе Костића.